# Франсоа Спирито
Франсоа Спирито, рођен као Лидио Спирито (pp22. јануар 1900 — Тулон, 9. октобар 1967) био је француски гангстер рођен у Италији. Био је један од вођа Француске везе, а инспирисао је филм Борсалино у којем су учествовали Ален Делон и Жан-Пол Белмондо.

## Младост
Спирито је рођен на Сицилији 1898. Његови родитељи су били Доминик Спирито и Росина Де Нола. Породица се преселила у Напуљ када је имао око четири године, а затим у Марсеј у Француској када је имао око девет година. До 12. године већ је имао полицијски досије за крађу. Када је имао 13 година преселио се у свој стан и усвојио француско име Франсоа. Био је део малолетничке банде која је терорисала и крала око докова. Када је Спирито имао 15 година, почео је да ради за гангстера званог Антоин ла Рока, и умешао се у оружану пљачку и трговину белим робљем.
1913. године, док је у Александрији, био део мреже Ла Рока која је из Париза доводила жене на посао у египатске јавне куће, Спирито је спасио Пола Карбонеа. Три супарничка макроа отела су Карбонеа и оставила га закопаног до врата у песку у пустињи. Спирито и Карбоне склопили су целоживотно пријатељство и пословно партнерство.
Једном се опоравивши од својих мука, Карбоне је желео да напусти Египат и наговорио је Спирита да с њим оде у Шангај. Овде се пар укључио у шверц опијума. То је трајало око годину дана до избијања Првог светског рата, када се пар вратио у Француску да се пријави у војну службу.